# Caffè Moak
Caffè Moak est une Société par actions italienne qui produit du café torréfié, fondée en 1967, située à Modica, dans le  Libre consortium municipal de Raguse, en Sicile.

## Histoire
Fondée en 1967 par Giovanni Spadola, comme une petite entreprise de torréfaction et de distribution de café, elle a ensuite élargi la zone de distribution pour devenir une société par actions en 2005, et avoir une dimension nationale et puis internationale. En ce qui concerne le nom de la société, Spadola a pris le toponyme de la domination arabe en Sicile, Mohac (Modica) et l'a changé en Moak.

## Initiatives
Depuis 2002, la société organise chaque année un concours national de récit, « Café Literario », auquel se sont joints les concours de photographie et communication visuelle,.L'initiative rend hommage chaque année à un représentant éminent de la littérature dans le monde. En 2020, par exemple, l'icône graphique de l'événement était Tonino Guerra.

## Prix
- “Impresa vincente” (Roadshow de Intesa Sanpaolo 2019)[7]